# St. Michael (Schwarzenbach)
Die Pfarrkirche St. Michael ist die römisch-katholische Pfarrkirche von Schwarzenbach, einem Ortsteil der Stadt Bärnau (Landkreis Tirschenreuth) im Bistum Regensburg. Erbaut wurde sie 1723 vom Bärnauer Baumeister Philipp Mühlmayer, sie steht heute unter Denkmalschutz.

## Beschreibung
Die Pfarrkirche ist ein Saalbau mit Wandpfeilern, dessen Langhaus mit Tonnengewölbe überspannt ist. Es ist dreijochig mit flachen Stichkappen über den Fenstern. Der Raum wird durch breite Gurtbögen mit Rahmenstuck und Bandelwerk gegliedert. Der rechteckige Chor ist eingezogen und besitzt zwei Joche.

## Ausstattung
Im Chorraum befindet sich der reich geschmückte Hochaltar, der vermutlich aus der Erbauerzeit der Kirche stammt und geschmückt ist mit Vasen und Putten. In der Mitte befindet sich ein Bild des Kirchenpatrons, des Heiligen Michael, das aus der Zeit nach 1900 stammt. Ursprünglich war an dieser Stelle eine Skulptur des Heiligen Michael angebracht. An den Außenseiten des Altars sind Figuren des Erzengels Gabriel (links) und des Erzengels Raphael (rechts) und zur Mitte hin zwei weitere Engelsstatuen zu sehen. Die beiden Seitenaltäre aus den 1730er Jahren sind als Glasschreinaltäre aufgebaut und von Ranken und Engelsdarstellungen verziert. Im Marienaltar auf der rechten Seite des Schiffes ist die Unbefleckte Empfängnis zu sehen, der Altar auf der rechten Seite zeigt eine Statue des Heiligen Sebastian.
Die Kanzel ist mit Märtyrerszenen geschmückt und befindet sich am südlichen Pfeiler des Langhauses. Auf dem Schalldeckel der aus dem Jahr 1760 stammenden Kanzel finden sich die vier Symbole der Evangelisten, umgeben von Putten, und als Abschluss der Apostel Paulus an der höchsten Stelle des Deckels.
An den Wänden des Kirchenschiffes sind Figuren des Heiligen Leonhard, des Heiligen Wendelin, des Heiligen Johannes Gualbertus, der Heiligen Katharina, des Heiligen Josef, der Heiligen Margareta von Antiochia, der Heiligen Apollonia und der Heiligen Barbara angebracht.
Die Deckenfresken wurden 1801/1802 durch Vitus und Maurus Fuchs geschaffen. Im Chorraum sind in der Mitte die Apostel Johannes und Jakobus dargestellt, in den Stichkappen der Nordseite zeigen die Bilder die Erscheinung eines Engels vor Elisabeth und Zacharias und die Unterredung eines Engels mit Josef. In den Stichkappen der Südseite sind der Erzengel Raphael als Wegbereiter des Tobias und die Flucht des Propheten Elija in die Wüste zu sehen. In den Stichkappen sind die vier Kirchenväter Ambrosius, Hieronymus, Augustinus und Gregor der Große abgebildet. Die Decke über der Empore ziert ein Bild von jubilierenden Engeln, das Hauptbild im Schiff zeigt die in den Himmel aufgenommene Maria.

## Orgel
Die Orgel der Pfarrkirche stammt vom Passauer Unternehmen Orgelbau Eisenbarth und wurde am 2. Oktober 2005 durch Domkapitular Reinhard Pappenberger geweiht. Sie hat 20 Register und besitzt folgende Disposition:
| I Hauptwerk |                  |       |
| 1.          | Principal        | 8′    |
| 2.          | Hohlflöte        | 8′    |
| 3.          | Tibia            | 8′    |
| 4.          | Oktave           | 4′    |
| 5.          | Gemshorn         | 4′    |
| 6.          | Octave           | 2′    |
| 7.          | Mixtur 4f.       | 1 ⁄3′ |
| 8.          | Vorabzug: Quinte | 1 ⁄3′ |
| 9.          | Tremulant        | 8′    |

| II Schwellwerk |               |        |
| 10.            | Holzgedackt   | 8′     |
| 11.            | Salicional    | 8′     |
| 12.            | Vox caelestis | 8′     |
| 13.            | Prinzipal     | 4′     |
| 14.            | Blockflöte    | 4′     |
| 15.            | Quinte        | 2 ⁄3′  |
| 16.            | Terz          | 1 3⁄5′ |
| 17.            | Schwegel      | 2′     |
| 18.            | Oboe          | 8′     |
|                | Tremulant     |        |

| Pedal |           |     |
| 19.   | Subbass   | 16′ |
| 20.   | Bassflöte | 8′  |